# Sancha von León
Sancha von León (* um 1013, † 27. November 1067) war eine Königin von León im 11. Jahrhundert. Sie war eine Tochter des Königs Alfons V. von León und der Elvira Mendes; ihr Bruder war König Bermudo III. von León.

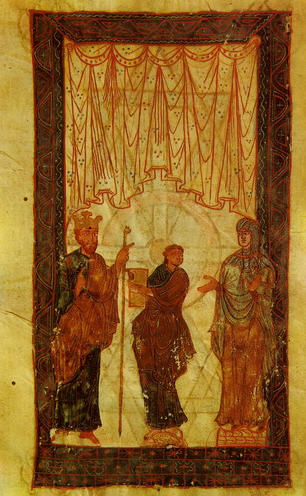
Ferdinand I. und Sancha, dargestellt in einer Miniatur aus dem 11. Jahrhundert

## Leben
Nach dem Tod ihres Vaters 1028 wurde Sancha mit dem Grafen García Sánchez von Kastilien verlobt. Der aber wurde 1029 kurz nach seiner Ankunft in León wenige Tage vor der Hochzeit ermordet. Darauf übernahm der Schwager des Ermordeten, König Sancho III. von Navarra, die Herrschaft in Kastilien, setzte dort seinen jüngeren Sohn Ferdinand als Graf ein und erzwang zugleich dessen Heirat mit Sancha. Ungeachtet der so geknüpften familiären Bande griff Sancho III. von Navarra im Jahr 1034 Bermudo III. an und vertrieb ihn aus León nach Galicien. Nach dem Tod des Navarresen 1035 unternahm Bermudo den Versuch zur Rückeroberung von León, aber Ferdinand besiegte und tötete ihn 1037 in der Schlacht von Tamarón. Damit war Sancha die letzte Angehörige des asturischen Königshauses und Alleinerbin des asturisch-galicisch-leónesischen Reichs, das durch ihre Ehe nun an das navarresische Haus Jiménez fiel.
Aus ihrer Ehe mit Ferdinand I. von León-Kastilien gingen fünf Kinder hervor, unter denen das Reich nach Ferdinands Tod 1065 aufgeteilt wurde. Nach Sanchas Tod im Jahr 1067 kam es unter den Kindern zu einem Machtkampf um das Gesamterbe, aus dem Alfons VI. 1072 siegreich hervorging, der damit  das Reich seiner Eltern unter sich wiedervereinte. Sancha wurde in der Abtei San Isidoro von León bestattet.
Die Kinder von Sancha und Ferdinand I. waren:
- Urraca (* vor 1037, † 1103), „Königin“ von Zamora.
- Sancho II. († 1072), König von Kastilien.
- Alfons VI. (1037–1109), König von León und ab 1072 auch König von Kastilien und Galicien.
- Elvira († 1099), Herrin von Toro.
- García (1042–1090), König von Galicien.